# Unges Pengste
Unges Pengste ist ein überregional bedeutendes und historisches Schützen- und Heimatfest in Korschenbroich am linken Niederrhein. Das Fest findet jährlich an Pfingsten statt. Die südniederfränkische Bezeichnung Unges Pengste heißt übersetzt „Unser Pfingsten“. Das Pfingstfest hat in Korschenbroich eine jahrhundertelange Tradition, die bis in das spätere Mittelalter reicht. Ausrichter des heutigen Festes sind die beiden Korschenbroicher Bruderschaften St.-Sebastianus und St. Katharina in Verbindung mit der Pfarrei St. Andreas Korschenbroich.

## Pfingstfest

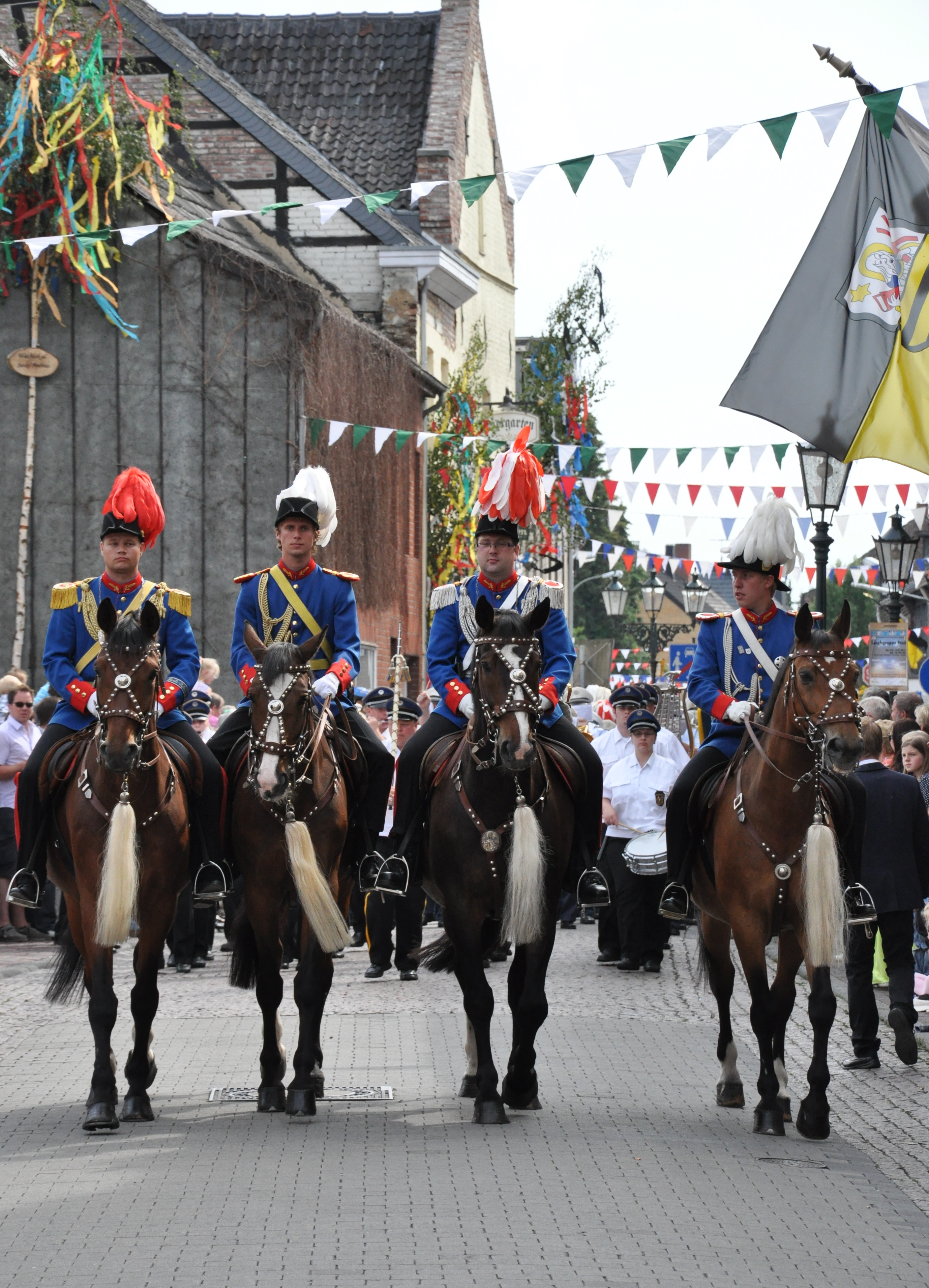
Reiterei der Junggesellen

An fünf Tagen findet Unges Pengste statt und ist eines der bedeutendsten Volksfeste am Niederrhein.
Insgesamt etwa 1000 Schützen und 350 Musiker ziehen zu den Umzügen und Paraden auf. Jedes Jahr lockt Unges Pengste ca. 30.000 Besucher und Zuschauer in das „Dorf“, den Ortskern von Korschenbroich mit der St. Andreaskirche als Mittelpunkt. Besonders sehenswert sind die beiden Reitereien der Schützenbruderschaften St. Sebastianus und St. Katharina. Weiterhin finden der Blumenkorso mit 30 Blumenhörnern, sowie die Fahnenschwenker großen Anklang.
Die beiden Könige mit ihren Ministern stellen das Zentrum des Festgeschehens dar. Zu den Umzügen und zur Königsparade am Pfingstmontag nehmen auch die benachbarten Bruderschaften aus Herrenshoff und Pesch teil. Alle Bruderschaften und Schützenvereine in der Stadt Korschenbroich werden zudem mit ihren Delegationen – aus Majestäten, Präsidenten und Vorständen bestehend – zu einem Empfang geladen.
Unges Pengste wird von kirchlichen Veranstaltungen begleitet, beispielsweise den Schützengottesdiensten und der Prozession. Das feierliche Hochamt unter freiem Himmel in den Anlagen des Seniorenhauses stellt den geistlichen Höhepunkt dar.
Auf dem Matthias-Hoeren-Platz findet an den Pfingsttagen eine Schaustellerkirmes statt. Im großen Festzelt werden Musik- und Tanzveranstaltungen sowie die großen Königsbälle durchgeführt, bei denen die Ehrentänze der Majestäten mit ihren festlich gekleideten Damen im Mittelpunkt stehen. Vor den Bällen werden die Könige und Minister, sowie die Königs- und Ministerzüge mit ihren Damen von der Gaststätte Oedinger durch den Ort in einem Ehrengeleit zum Zelt geführt. Begleitet von den Blumenhornträgern und Offizieren kommen so besonders die Kleider der Damen in der Öffentlichkeit zu einer würdigen Geltung.

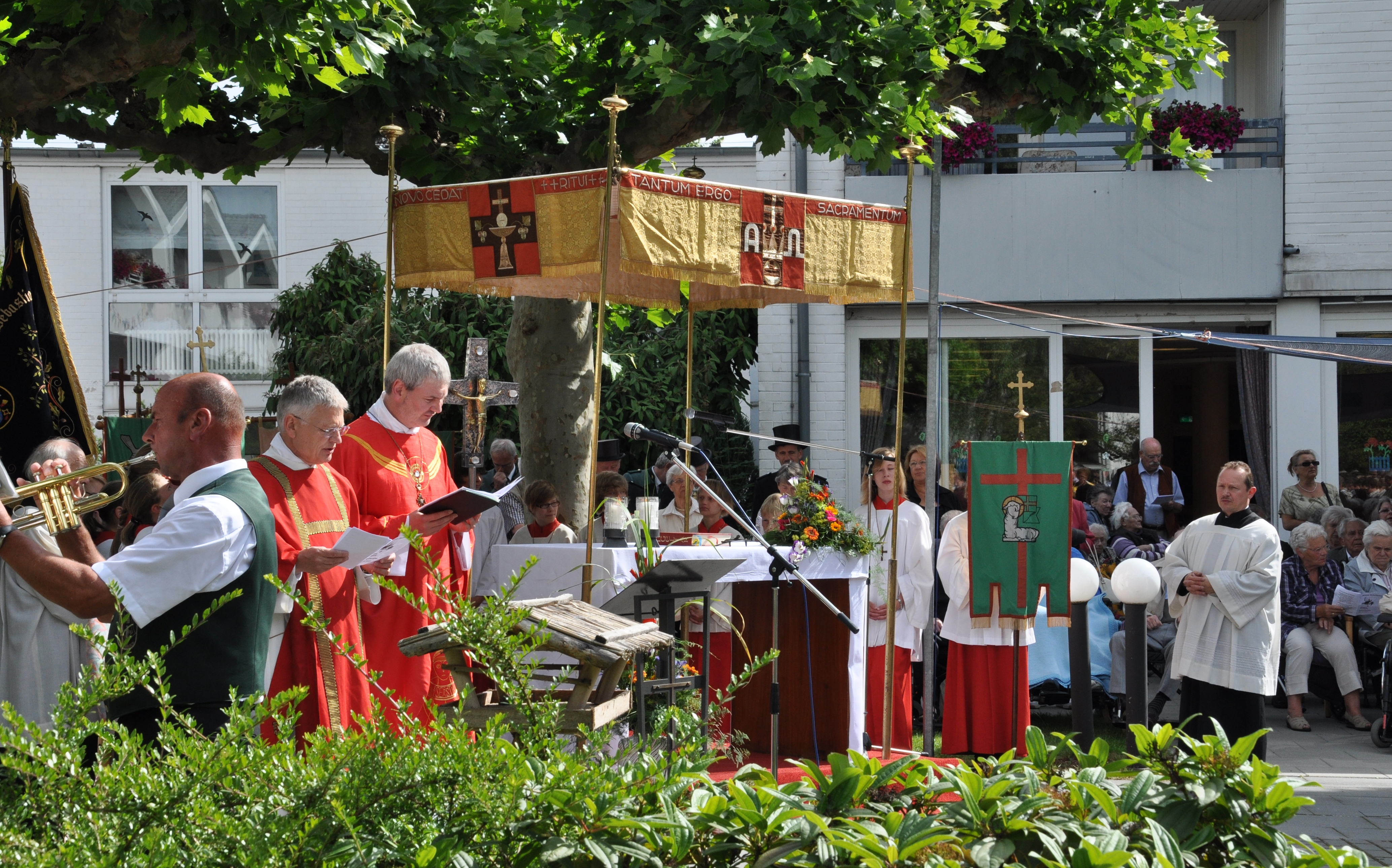
Hochamt unter freiem Himmel
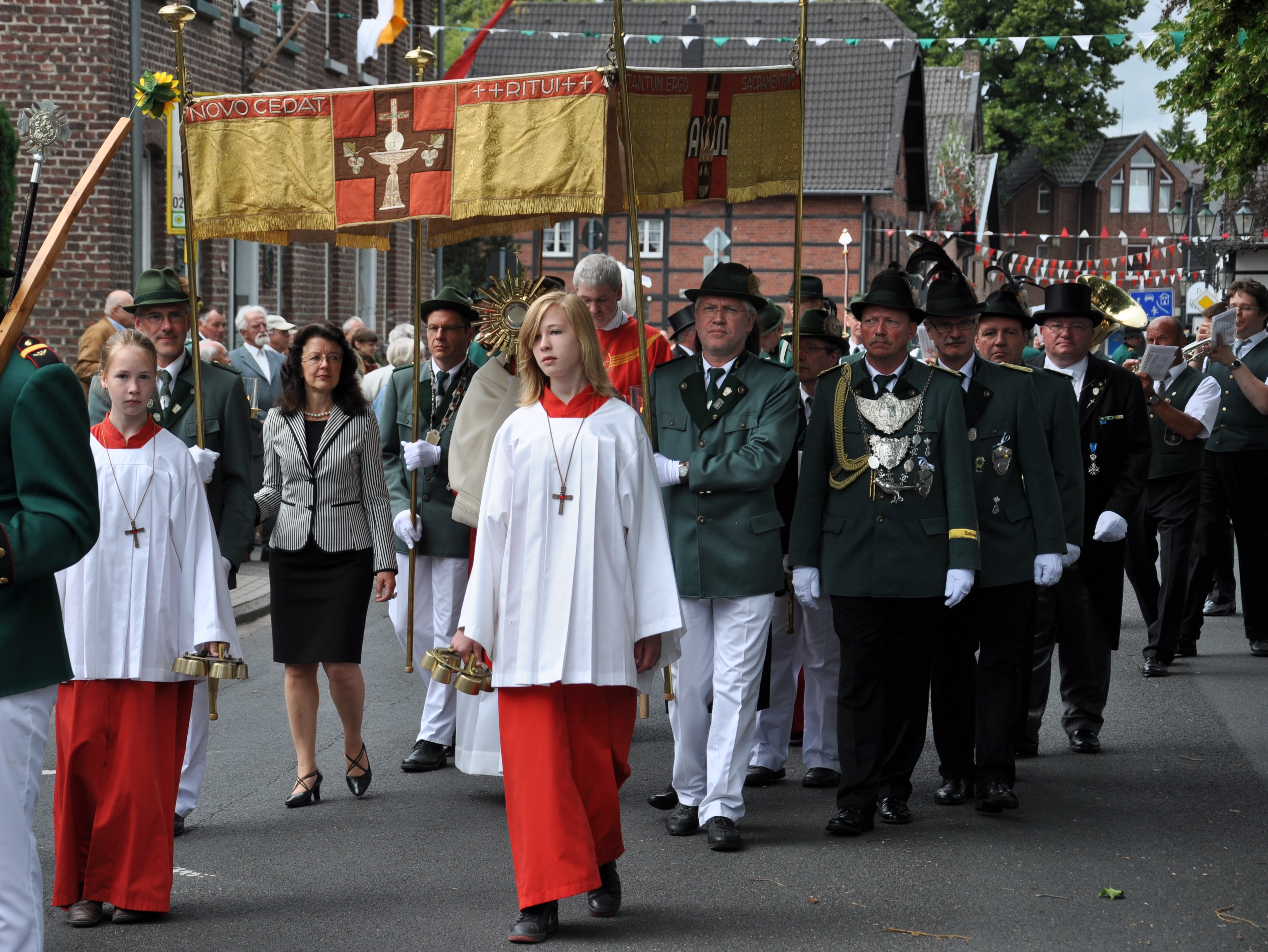
Prozession am Pfingstmontag
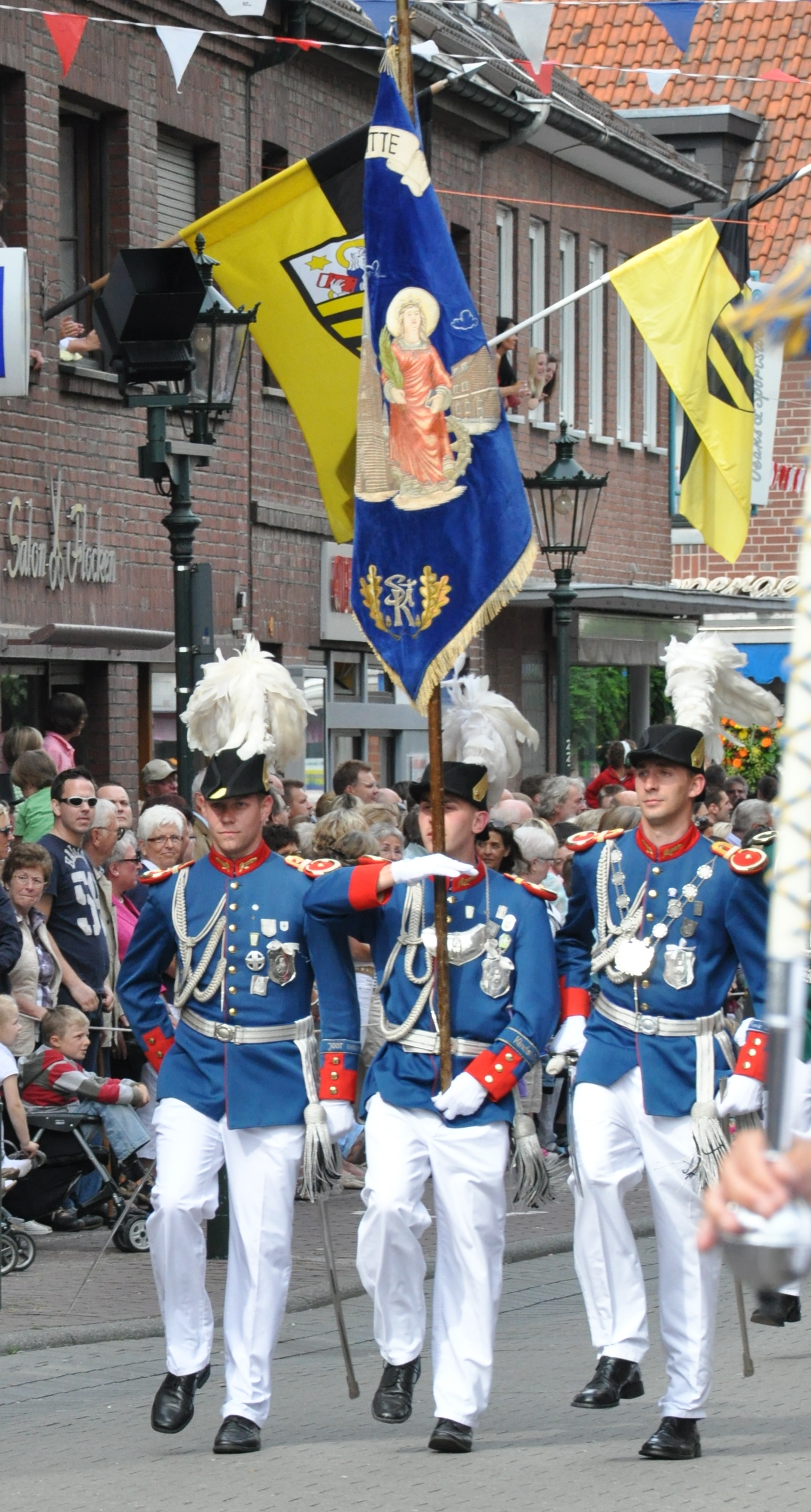
Erste Fahne der Junggesellen
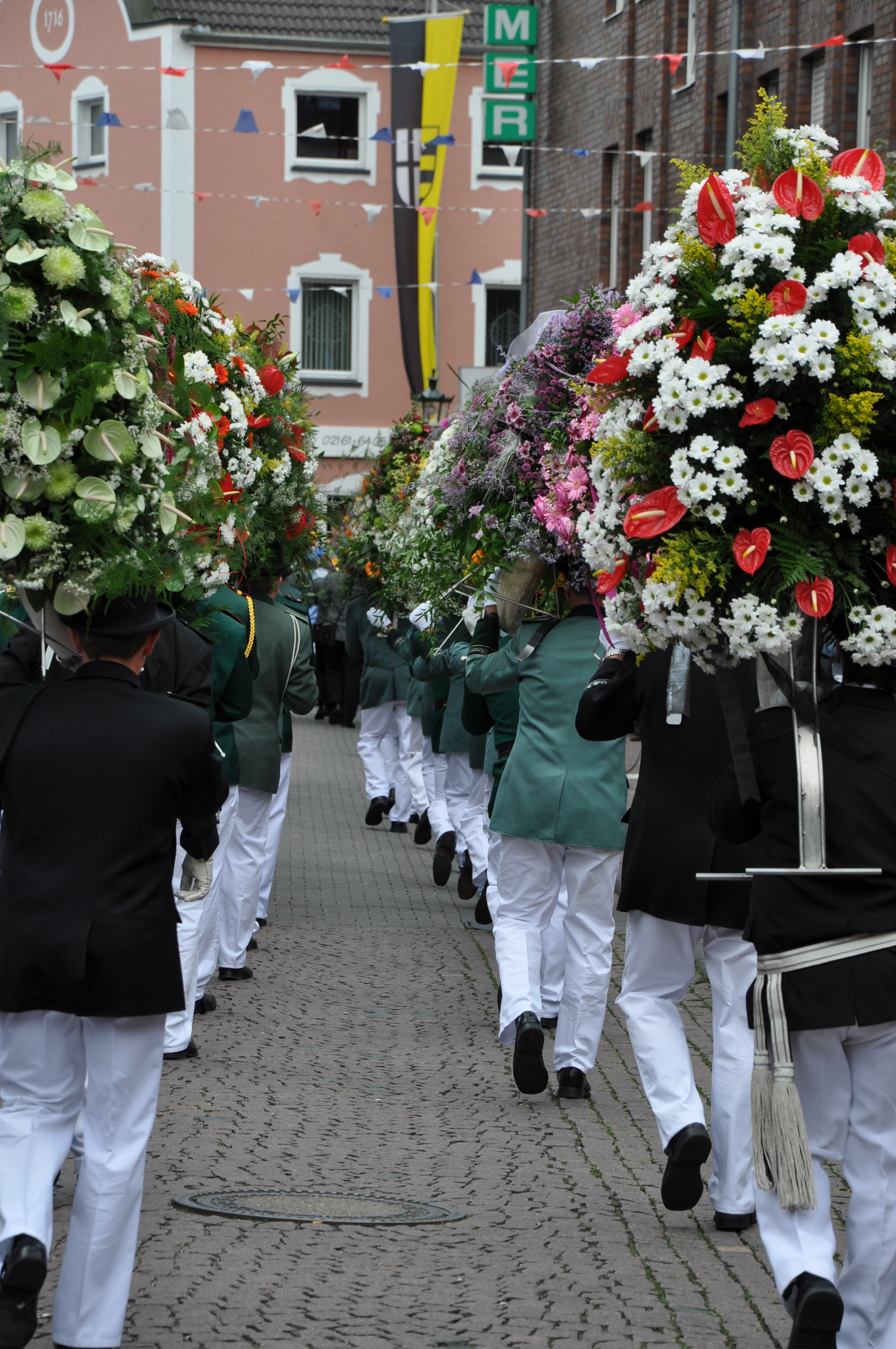
Blumenkorso mit Blumenhörnern
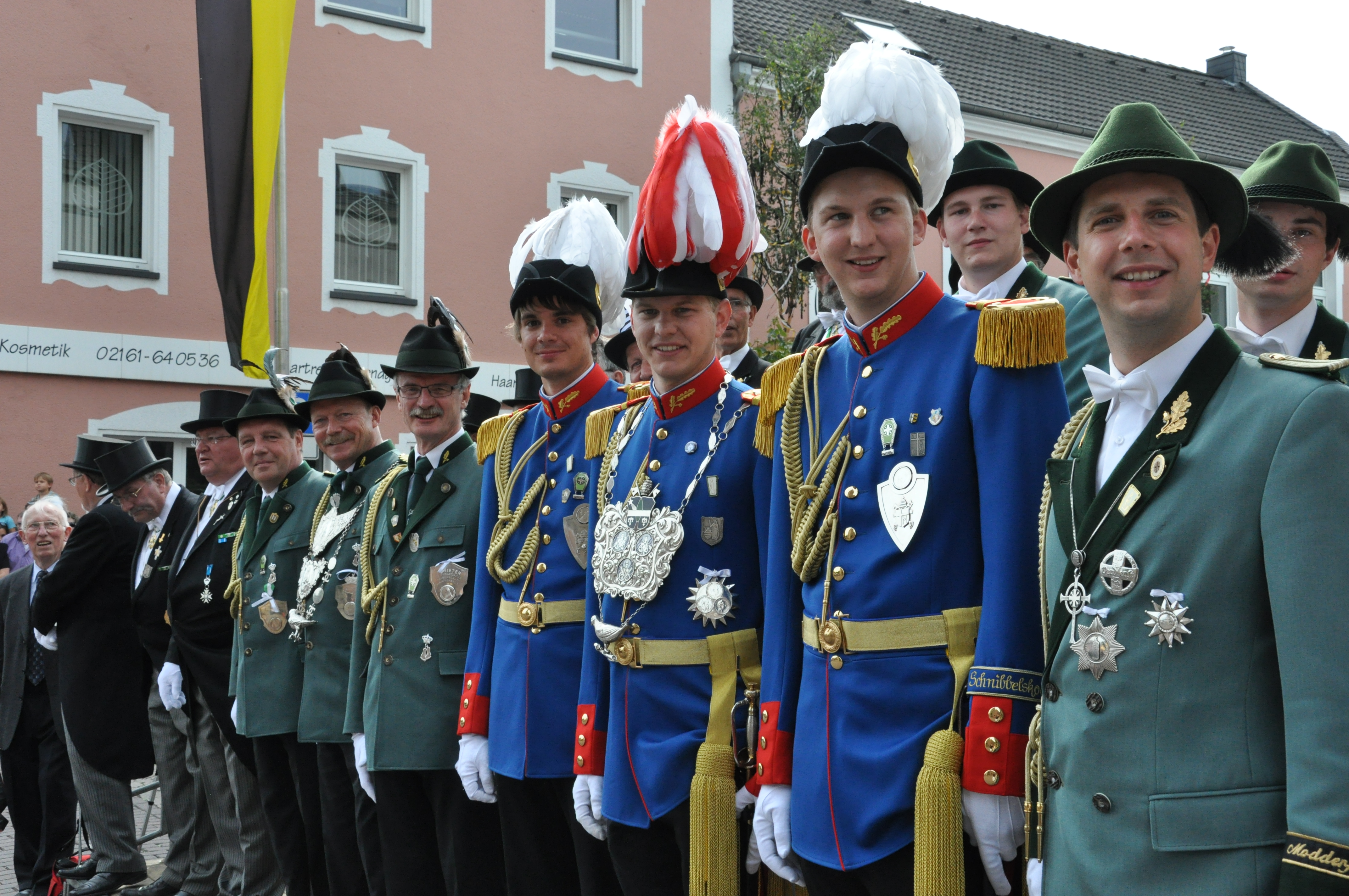
Abnehmen der Parade durch die Majestäten
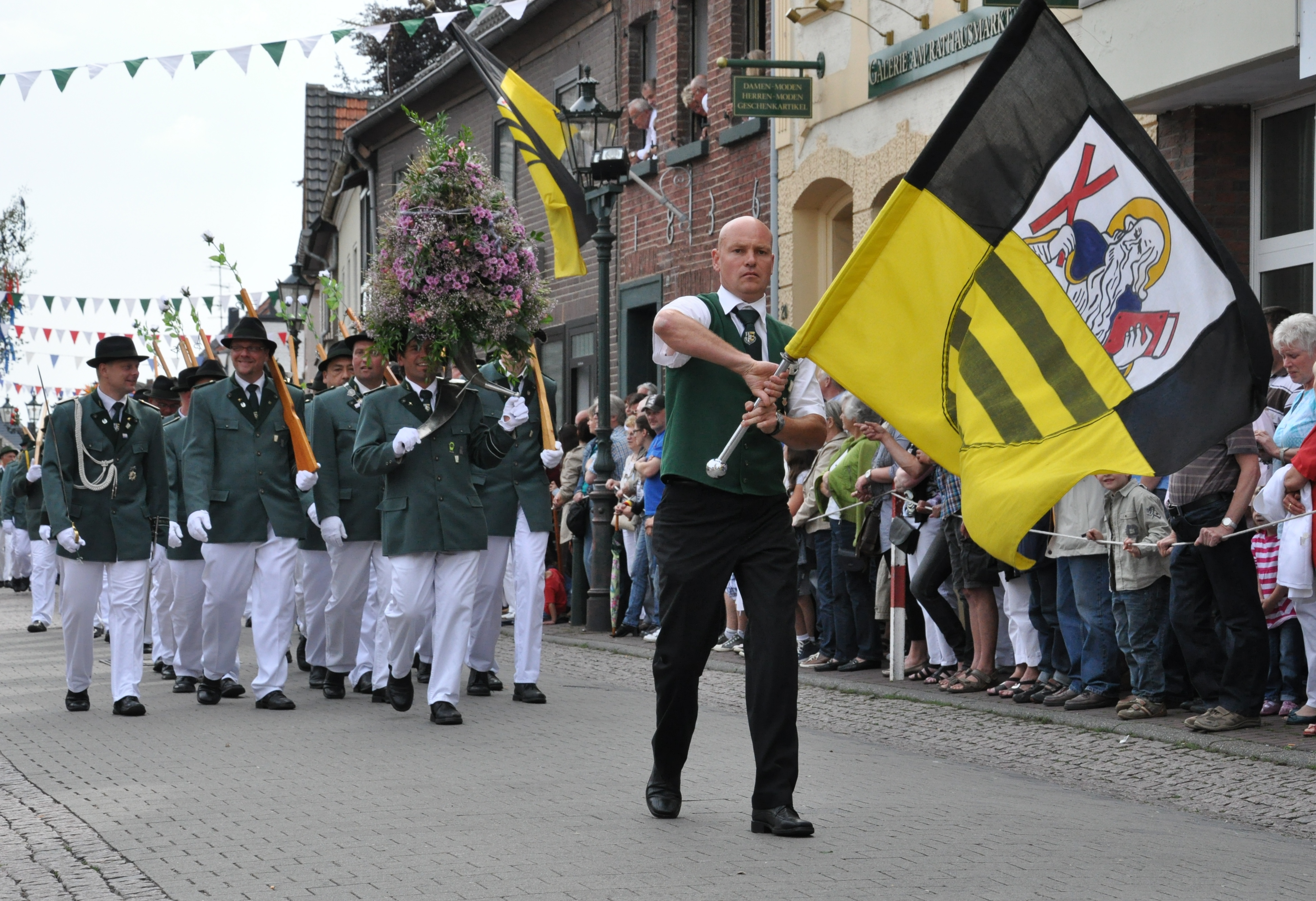
Fahnenschwenker

### Festprogramm

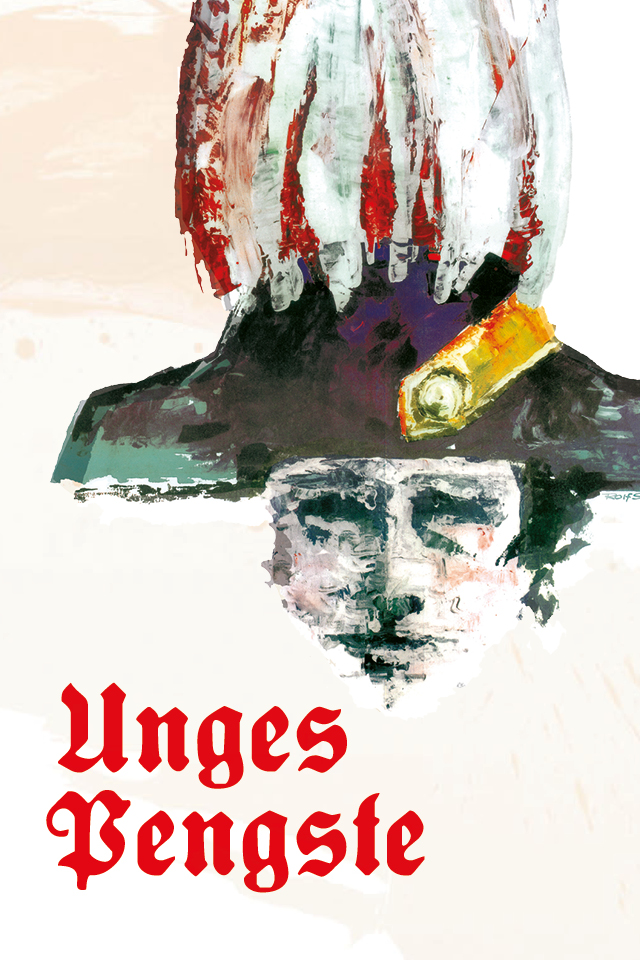
Plakatmotiv für „Unges Pengste“ in Korschenbroich

Die Feierlichkeiten zu Unges Pengste finden an fünf Tagen von Pfingstsamstag bis Pfingstmittwoch statt:
Pfingstsamstag
- Auftakt mit traditioneller Maienfahrt
- Beiern an St. Andreas
- Fassanstich mit dem Bürgermeister und Kirmeseröffnung
- Tanz im Festzelt
- Großes Feuerwerk

Pfingstsonntag
- Musikalischer Frühschoppen mit Ordensverleihung im Festzelt
- Serenade am Seniorenhaus
- Kranzniederlegung und Totengedenken auf dem Ehrenfriedhof
- Königsparade und Großer Zapfenstreich
- Tanz im Festzelt

Pfingstmontag
- Feierliches Hochamt am Seniorenhaus mit anschließender Prozession
- Große Königsparade mit Blumenkorso
- Ehrengeleit der Majestäten mit Damen
- Königsball mit Ehrentanz im Festzelt

Pfingstdienstag
- Schützengottesdienst in der St.-Andreas-Kirche
- Familienfrühschoppen im Festzelt
- Große Königsparade mit Blumenkorso
- Tanz im Festzelt

Pfingstmittwoch
- Ehrengeleit der Majestäten mit Damen
- Königsball mit Ehrentanz im Festzelt und Auslosung der Hauptpreise der Pfingsttombola

## Geschichte

### Prozession
Dem Korschenbroicher Pfingstfest liegt eine alte Tradition zugrunde, die vermutlich bereits im späteren Mittelalter entstand –  in einer Zeit, in der das weltliche und kirchliche Leben untrennbar zusammengehörten. Die ersten Prozessionen an Pfingsten kamen um 1300 auf, deren Mittelpunkt das Allerheiligste bildete. Die Gebete und Gesänge hatten den Zweck, die Heimat von „Mißwachs, Feuersbrunst, Hagelschlag, Unwetter und Stürmen“ zu verschonen.
Die Prozession am Pfingstmontag – die große Gottestracht – nahm in Korschenbroich fast den ganzen Tag in Anspruch. Sie führte über mehrere Stationen des Kreuzwegs und über die Kapellen und Heiligenhäuschen. Der Weg erreichte auch die Honschaften, wie Trietenbroich, Neersbroich, Raderbroich und Engbrück. An den Stationen wurde der Segen mit dem Hochwürdigsten erteilt. Es wurden auch größere Pausen gemacht, bei denen sich die Teilnehmer mit Esswaren und Getränken stärken konnten, die z. T. von Händlern am Wege angeboten wurden.

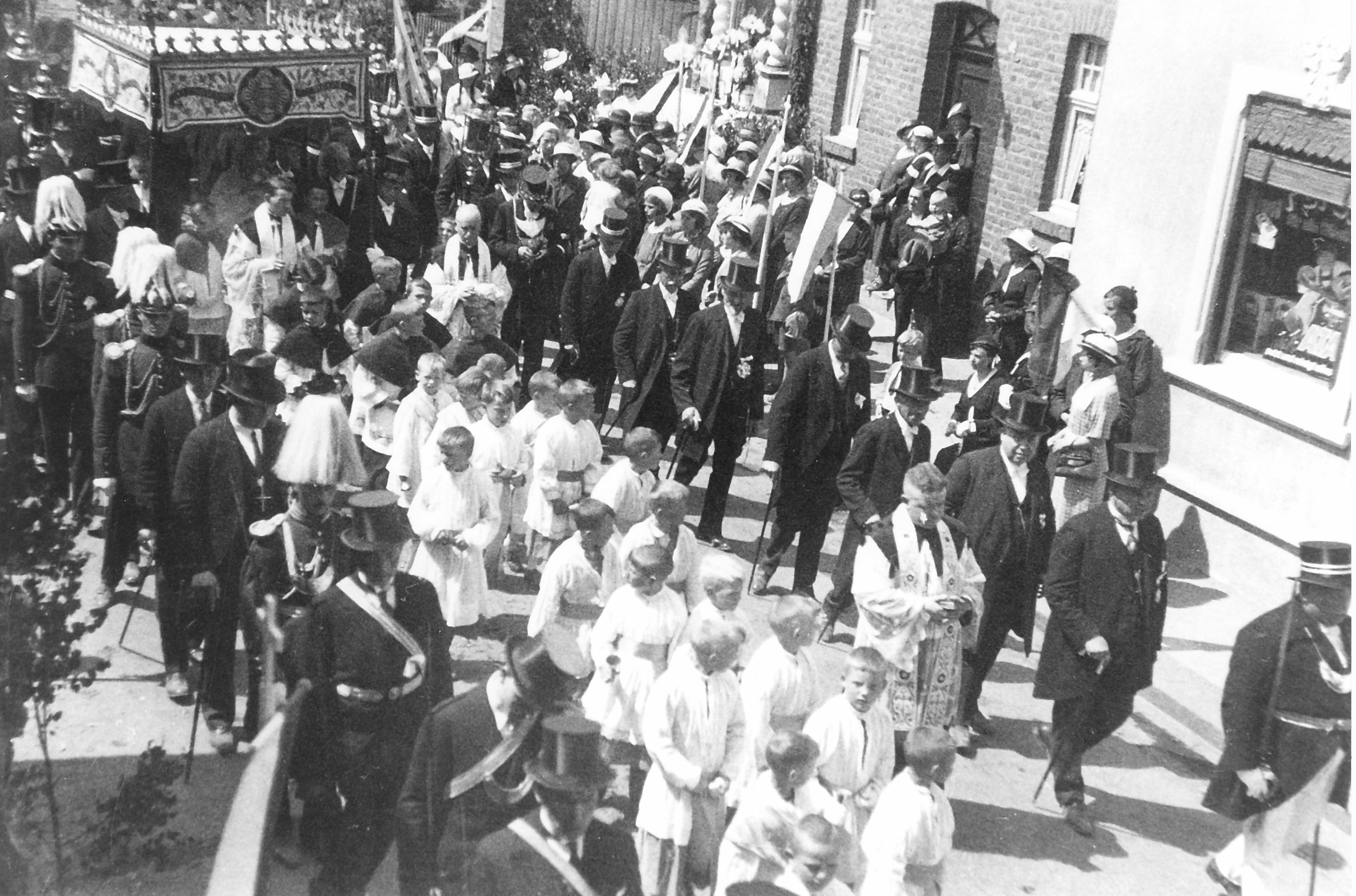
Pfingstprozession auf der Mühlenstraße 1934

Die Kirche trug bei den Prozessionen die Kosten für die Verpflegung der Teilnehmer, die irgendeinen Dienst verrichteten. Die Kosten der Kirchenkasse für die Spielleute betrugen 1652 genau sechs Gulden und sechs Albus. So erhielten auch die angereisten Geistlichen, Lehrer, Gerichtsboten, Organist und Küster ihre Anerkennung und einen Obolus. Für die Träger der Fahnen wurden 1792 insgesamt je vier Stüber für Bier ausgeworfen. Die Kinder erhielten an der Station Voetz Weißbrot und Milch.
Die beiden Bruderschaften stellten ein großes Ehrengeleit für das Allerheiligste, das natürlich im Mittelpunkt der Prozession stand. Die Brüder trugen die Heiligenfiguren des hl. Andreas, der hl. Katharina und des hl. Sebastian. Mit ihren Fahnen und dem Bruderschaftsschmuck gaben sie der Prozession einen würdigen und festlichen Rahmen. An den Stationen wurde jeweils viermal der Segen in jeder Himmelsrichtung gegeben. Ab 1729 wurde beim vierten Segen von acht Brüdern der Katharina-Junggesellenbruderschaft geböllert.
Auf kirchliche Anordnung wurde 1825 die große Gottestracht an Pfingsten aufgehoben und Fronleichnam zum Hauptprozessionstag erklärt. In Korschenbroich hat man jedoch an „Unges Pengste“ festgehalten und somit den örtlichen Festtag gerettet.
In der heutigen Zeit findet am Pfingstmontag im Anschluss an den Gottesdienst unter freiem Himmel immer noch eine kleine Prozession durch das „Dorf“ statt.

### Bruderschaften
Die Gründung der St.-Sebastianus-Bruderschaft Korschenbroich geht vermutlich auf das Jahr 1475 zurück, in dem im Erzbistum Köln viele Sebastianus-Bruderschaften gegründet wurden. Der Grund war eine verheerende Pestepidemie und die Fürbitte des hl. Sebastian sollte angerufen werden.
Ab 1400 sind Schützengesellschaften als kirchliche Bruderschaften bekannt, die als Schützen die Verteidigung der Heimat übernahmen und mit einem Bekenntnis zum Glauben sowohl das Standesbewusstsein als auch die Geselligkeit förderten. In Korschenbroich sollen die Schützen 1475 die Herrschaft Myllendonk gegen die Burgunder verteidigt haben. Es wird von 1590 berichtet, dass die Bruderschaft „nach alter Gewohnheit mit Gewehr an der Gottestracht teilnahm“.

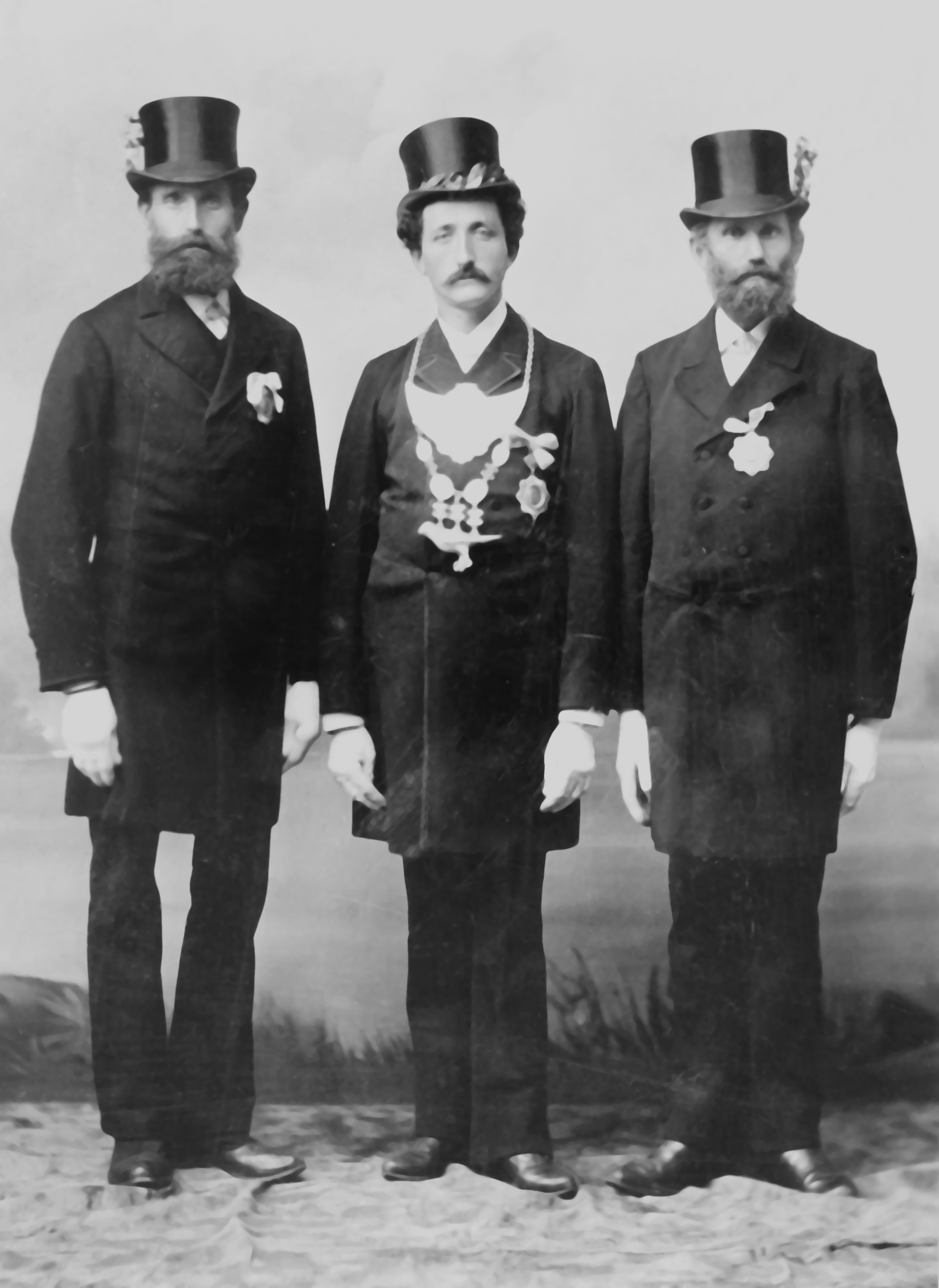
Schützenkönig Hermann Schmitz und seine Minister bei Unges Pengste 1896

Den Höhepunkt des Jahres bildete das Pfingstfest. Eine Woche zuvor fand der Vogelschuss statt und es wurde der Schützenkönig ermittelt. Ihm wurde zum Zeichen der Krönung ein silberner Vogel angelegt. Nach dem sakramentalen Segen in der Kirche spendierte der neue König den Schützenbrüdern Wein und Bier im Korschenbroicher Weinhaus.
Im Jahr 1708 trennten sich die Junggesellen von der Bruderschaft und gründete die eigenständige St. Katharina Junggesellen Bruderschaft. 1725 wurde die Junggesellenbruderschaft durch den Landesherrn offiziell anerkannt, und ihr und ihrem König wurden die gleichen Rechte zugesichert, wie sie die Sebastianusbruderschaft und deren Majestät innehatte.
Über die Jahrhunderte fanden Vogelschuss und Pfingstfeierlichkeiten in gewohnter Weise statt, unterbrochen wurden sie durch die Besetzung des Rheinlands durch französische Truppen ab 1794. Im Zuge der Säkularisierung scheinen die Möglichkeiten für die Bruderschaften eingeschränkt gewesen zu sein, die Feierlichkeiten zu Pfingsten angemessen durchzuführen, obwohl während der französischen Besatzungszeit zwischen 1794 und 1813 regelmäßig Schützenkönige nachgewiesen werden können. Das Vermögen der Sebastianusbruderschaft wurde vom Kirchenrendanten mit verwaltet. Erst Mitte des 19. Jahrhunderts erhielt die Bruderschaft ihr Vermögen in Höhe von 711 Talern zurück.
Während des Ersten Weltkriegs fanden keine Pfingstveranstaltungen statt und das bruderschaftliche Leben ruhte gänzlich.
Nach der Machtergreifung der Nationalsozialisten 1933 wurde der politische Druck auf die Bruderschaften deutlich. Zunächst wurde der demokratische Aufbau der Bruderschaften außer Kraft gesetzt und die Bruderschaften wurden gezwungen, das sogenannte Führerprinzip einzuführen. Danach wurden die Bruderschaften aufgefordert, in den Reichsbund für Leibesübungen einzutreten und die christliche Ausrichtung aufzugeben. Ein neugegründeter Bürgerschützenverein übernahm ab 1937 mit Teilen der Mitglieder der Junggesellen die alleinige Organisation des Schützenfestes zu Pfingsten. Die Junggesellenbruderschaft wurde de facto schleichend bis 1938 aufgelöst.
Die Sebastianus-Bruderschaft weigerte sich, ihre katholischen und kirchlichen Ideale aufzugeben und nahm, wie auch die Geistlichkeit, nicht mehr aktiv am Schützenfest teil. Die Sebastianus-Bruderschaft wurde jedoch nicht aufgelöst und überstand die Zeit des Nationalsozialismus als rein kirchliche Bruderschaft.
Die Pfingstprozessionen wurden von den Nazis mit dem Argument verboten, dass dadurch der Verkehr gestört würde. Die Prozessionen 1938 und 1939 fanden daher rund um die Kirche auf kircheneigenem Grund statt, hierzu zählte auch der Gehweg unmittelbar neben Kirche an der Hochstraße (heute Sebastianusstraße). Spitzel der Nationalsozialisten überwachten mit Fotoapparaten, ob die Teilnehmer tatsächlich nur auf Kirchengrund blieben.
Die Parade des Bürgerschützenvereins fand 1939 auf der oberen Hindenburgstraße statt und symbolisierte so die Lösung des Schützenfestes von der Kirche.
Im Zweiten Weltkrieg und bis 1948 fand kein Unges Pengste mehr statt. Erst 1949 konnte wieder mit Genehmigung der britischen Besatzungsmacht ein Schützenfest gefeiert werden.